# Imsterfjorden
Imsterfjorden er en fjordarm af Trondheimsleia i Snillfjord kommune i Trøndelag fylke i Norge. Fjorden har indløb mellem Kongensvollen i vest og Moldtun i øst og går 6,5 kilometer mod syd til Feneset i bunden af fjorden. Øen Åsøya ligger midt i indløbet til fjorden og syd for denne ligger Monsholmen, Tyskøya og Kattøya med forholdsvis snævre sunde i mellem. Lige øst for Feneset ligger gården Imstra, som fjorden er opkaldt efter.